# Lucie Kofler
Lucie Noël Kofler (Villiers-sur-Marne, 6 de octubre de 1910 - Biarritz, 22 de febrero de 2004) fue una botánica, micóloga francesa. Profesora de fisiología vegetal en la Universidad de Grenoble, y fundamental en la reactivación del Jardín Botánico del Col du Lautaret (jardín alpino) después de la Segunda Guerra Mundial.

## Biografía
Su madre murió poco después de su nacimiento y fue criada por su padre. Durante su juventud, Lucie Nöel era frágil e hizo frecuentes viajes al hospital para sanar una tuberculosis intestinal, lo que retrasaba su escolarización.
En 1931, es admitida en la Escuela Normal Superior (rue Ulm) - sección: Ciencias. En ese momento, la Escuela Normal de Ulm acuerda dar la bienvenida a niños y con un concurso diferente de la escuela de Sevres para las niñas. Y en 1939 es agregada de Ciencias Naturales. Para 1947 será admitida en la Universidad de Grenoble como Ayudante en el Laboratorio del Profesor René Litardière, director del Instituto de Botánica, situado entonces en la Plaza Bir Hakeim. Ese pequeño laboratorio era muy activo y Lucie llegó con sus cultivos pero sin cámaras de crecimiento. Su tesis avanzó lentamente hasta la llegada de Paul Ozenda que sucede a René de Litardière en 1955. Encontró el dinero necesario para financiar instalar una cámara de cultivo a temperatura controlada, lo que relanza la tesis de Lucie.
Enviudó en la Segunda Guerra Mundial: su marido, judío rumano, y miembro de la resistencia, capturado en París por los nazis en 1944, fue asesinado en mayo de 1945.
En 1949 es nombrada Jefa de trabajo (posición vacante por Edmond Doulat, nombrada profesora de Clermont-Ferrand).
El 3 de julio de 1958 hace la defensa de la tesis en el laboratorio del Prof. Paul Ozenda "Contribución al estudio biológico de los musgos cultivadas in vitro, con germinación de esporas, crecimiento y desarrollo del protonema de Funaria hygrometrica", y la publica en la Revue Bryologique & Lichénologique (Kofler, 1959).
Entre 1962 a 1963 ingresa al intercambio con Universidades de Basutoland (hoy Lesoto). Y en 1965 es nombrada profesora sin cátedra, y Directora del Laboratorio de Fisiología Vegetal que ella creó.

## Algunas publicaciones
- lucie Kofler. 1965. Croissance et Developpement des Plantes. Quartely Rev. of Biology 40 (3):

### Libros
- lucie Kofler, p. Chouard. 1969. Croissance et development des plantes. Collection d'enseignement biologique. Ed. Gauthier-Villars Editeur, 234 p.
- ---------------. 1963. Croissance et developpement des plantes. Ed. Gauthier-villars, 234 p. ASIN B0060KSDSK
- ---------------. 1960. Cours de Mme Kofler: biologie végétale. Ed. Association des étudiants en sciences, 155 p.
- ---------------. 1958. Contribution à l'étude biologique des mousses cultivées "in vitro": germination des spores, croissance et développement du protonéma chez "Funaria hygrometrica, v. 28 de Extrait de la Revue Bryologique et Lichénologique, 202 p.

## Eponimia
Especies de hongos
- Peltula koflerae Henssen & Büdel
- Parmelia koflerae Clauzade & Poelt 1961